# Jaime Alguersuari
Jaime Víctor Alguersuari Escudero (Barcelona, España; 23 de marzo de 1990), más conocido como Jaime Alguersuari, es un expiloto de automovilismo y disc-jockey español conocido como Squire. Fue campeón de la Fórmula 3 Británica en 2008 como miembro del Equipo Júnior de Red Bull y debutó al año siguiente con Toro Rosso en Fórmula 1, donde se mantuvo hasta 2011. Solo superado por cinco pilotos, fue el piloto más joven en competir en Fórmula 1 en su momento; debutó el 26 de julio de 2009 en el Gran Premio de Hungría, a la edad de 19 años y 125 días.
Fue piloto probador de Pirelli en 2012 y 2013 tras quedarse sin asiento en Fórmula 1, al año siguiente disputó la temporada inaugural de Fórmula E. El piloto sufrió un desvanecimiento tras la disputa del ePrix de Moscú y tuvo la licencia de la FIA suspendida temporalmente, dejándole sin poder disputar la temporada 2015-16.
En 2014 colaboró como comentarista para el canal de Movistar Fórmula 1, repitiendo en diversas temporadas para el Gran Premio de España con Telecinco.

## Carrera

### Inicios
Es hijo de Jaime Alguersuari Tortajada, piloto de motociclismo, creador de la revista Solo Moto y organizador de competiciones de motociclismo y automovilismo; y nieto de Francisco Alguersuari, fotógrafo deportivo que cubrió desde los años 1950 la mayoría de los acontecimientos deportivos de España y otras pruebas como el Tour de Francia o los Juegos Olímpicos.
Dio sus primeros pasos en el automovilismo a la temprana edad de 8 años, cuando comenzó a competir en el campeonato catalán de karting.
Con 13 años de edad comenzó a participar en pruebas a nivel europeo. Entre 2003 y 2004 compitió en la categoría ICA Junior y obtuvo buenos resultados tanto en España como en Europa. Logró el título de Campeón de España en 2004, ganando todas las carreras disputadas y siendo el piloto más joven en conseguirlo. En esta misma época fue también dominador de la Copa Internacional de Campeones, logró una 4.ª plaza en el Open Masters de Italia y acabó 7.º en la Final del Campeonato de Europa.
Con 15 años de edad se convirtió en piloto de fábrica de la casa Intrepid y participó en la categoría ICA. Alcanzó el Campeonato de España de Karting y el subcampeonato de la Copa del Mundo FIA Asia Pacífico en su debut. Durante el 2005 compaginó sus triunfos en el karting internacional con su primer contacto con monoplazas de la Fórmula Júnior 1.6 by Renault en Italia, de la mano del equipo Tomcat Racing. Logró dos victorias batiendo un nuevo récord de precocidad al ser el piloto más joven en ganar una carrera de este campeonato. Después comenzó las pruebas para entrar en la Fórmula 1 por medio de Toro Rosso.
El equipo Red Bull Racing de Fórmula 1 se interesó en él y contrató sus servicios para el programa de jóvenes pilotos, entrando a formar parte del Red Bull Junior Team en un proyecto de 5 años de duración.
En 2006 participó en la Fórmula Renault 2.0 Italia, finalizando como el mejor debutante de la temporada (10.ª posición) y ser el piloto más joven de la historia en conseguir un podio en dicha categoría. Combinó las carreras en Italia con la Eurocopa de Fórmula Renault 2.0 y se alzó con el título de la Winter Series Fórmula Renault 2.0 con 4 victorias, siendo el más joven en ganar una carrera en este evento. La temporada siguiente con 17 años de edad continuó participando en estas categorías, logrando el subcampeonato de la Fórmula Renault 2.0 Italia.

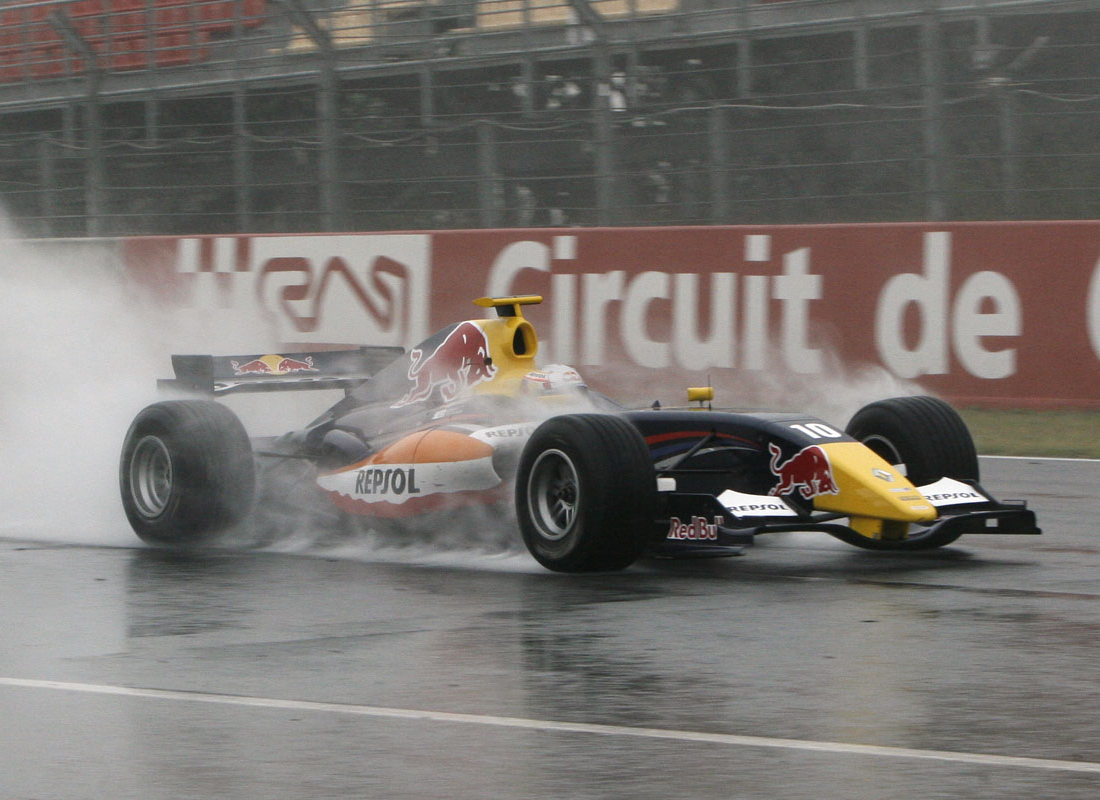
Alguersuari a los mandos de su Carlin Motorsport de la World Series by Renault 2009.

En 2008 pasa a participar en la Fórmula 3 Británica, logrando conquistar el campeonato con tan solo 18 años (batiendo el récord de precocidad y el de campeón en la temporada debut). Este último se alzó con el título a los 23 años. Además ese mismo año compitió también en la Fórmula 3 Española, aunque por coincidencia de algunas carreras con las de la F3 Británica, sólo compitió en seis carreras de las diecisiete, ganando tres de ellas y alcanzando el séptimo puesto final.
El equipo Red Bull premió la imparable evolución de Jaime con una jornada de test con el monoplaza Red Bull RB4 de la temporada 2008 de Fórmula 1 en el Circuito de Idiada. Además, fue invitado a participar en la Carrera de Campeones de 2008, convirtiéndose en el piloto más joven en competir en ella hasta el momento.
 

A finales de 2008, Jaime firmó un contrato con el equipo Carlin Motorsport -el mismo con el cual ganó la Fórmula 3 Británica- para disputar la Fórmula Renault 3.5 Series en la temporada 2009.

### Fórmula 1

#### Toro Rosso (2009-2011)

##### 2009: debut en Fórmula 1

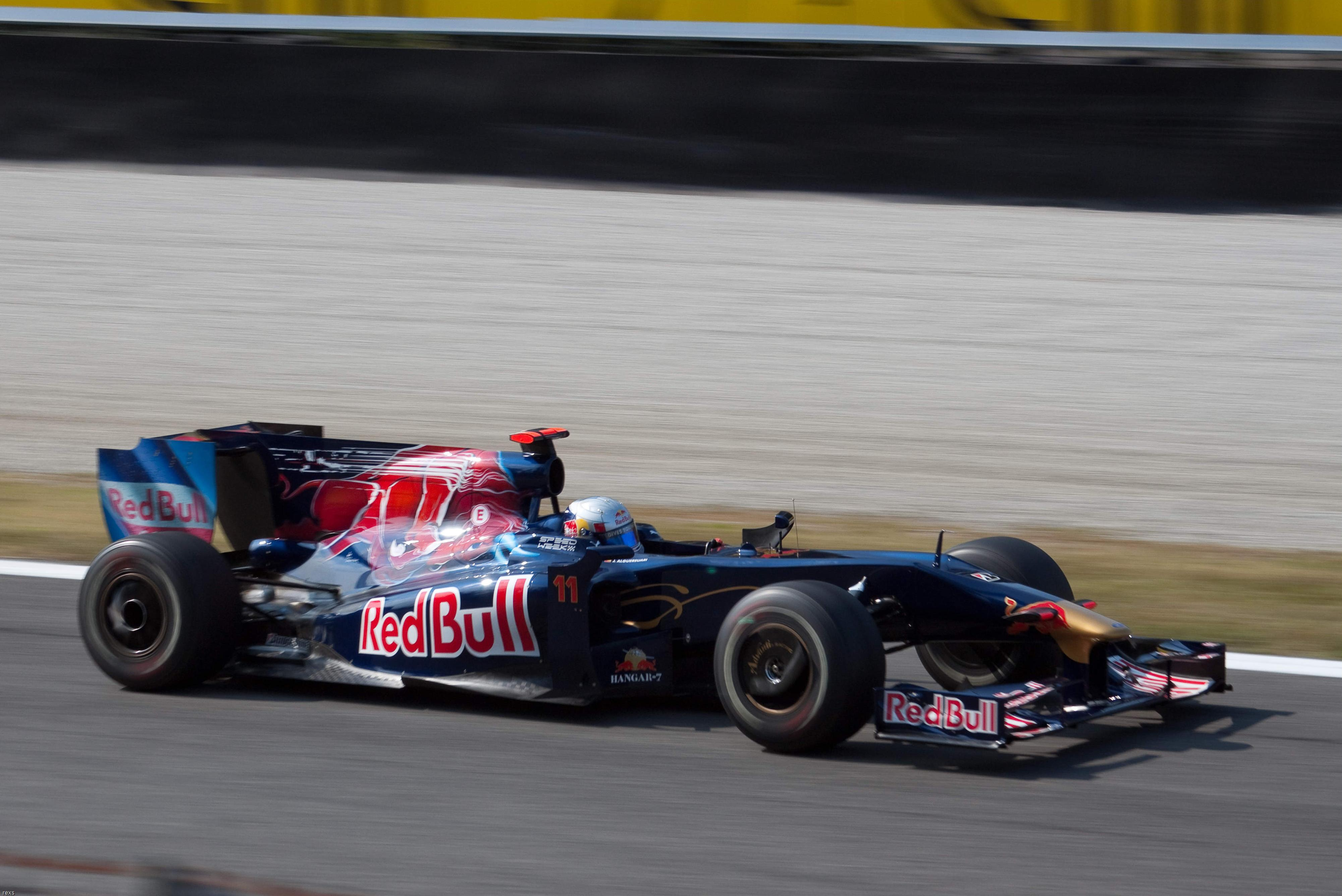
Alguersuari en el Gran Premio de Italia.

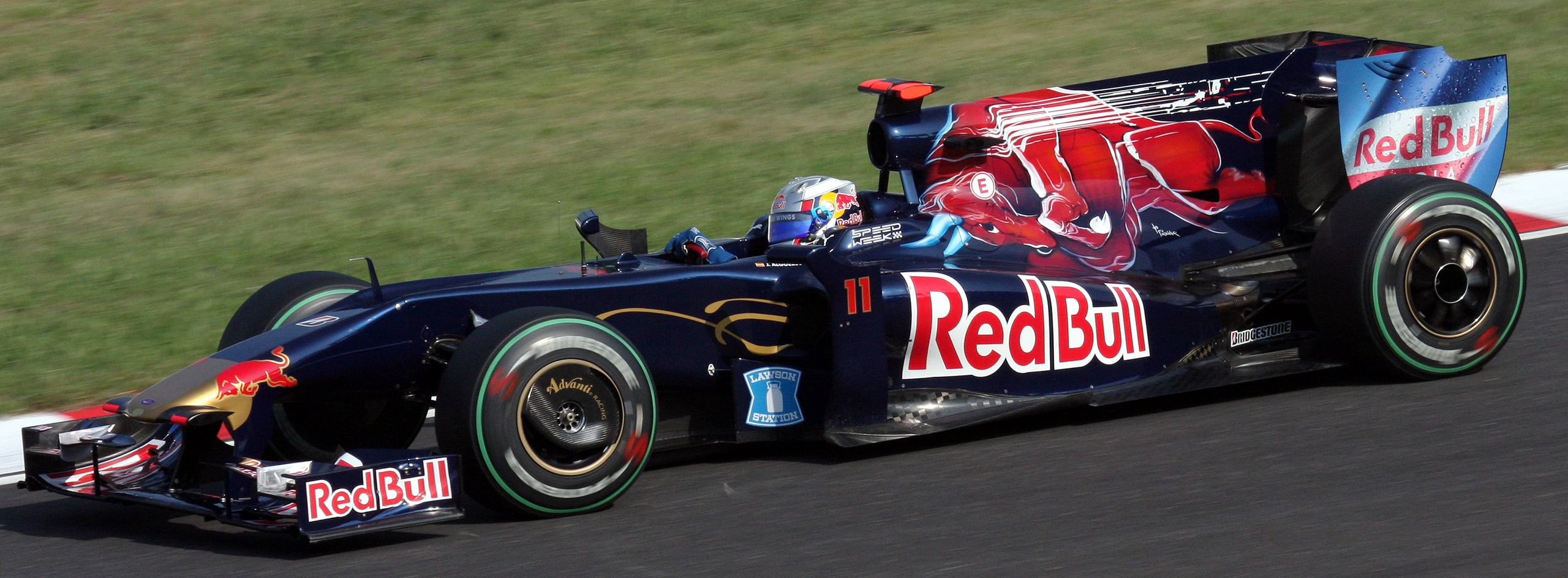
Jaime conduciendo su Toro Rosso STR4 en Japón.

Alguersuari ingresó como piloto reserva a Red Bull Racing el 1 de julio. Sustituyó al francés Sébastien Bourdais como piloto oficial del equipo Toro Rosso a partir del Gran Premio de Hungría de 2009, debido a su bajo rendimiento. Así, Alguersuari se convirtió en el piloto más joven de la historia del campeonato, superando a Mike Thackwell, hasta que en 2015 Max Verstappen le arrebató el récord.
Jaime logró el objetivo que le marcó Toro Rosso, que era acabar la carrera sin cometer errores en las 70 vueltas de Hungría. Superó a su compañero de equipo Sébastien Buemi, quedando en el 15.º lugar.
En el Gran Premio de Europa, Alguersuari se clasificó decimonoveno, por delante del Ferrari de Luca Badoer. Finalmente acaba en la carrera en el puesto decimosexto, volviendo a superar a su compañero.
En la primera vuelta del Gran Premio de Bélgica, tras superar Eau Rouge, se vio implicado en un incidente con Lewis Hamilton, Jenson Button y Romain Grosjean, por lo que los cuatro quedaron fuera de carrera. 
En el Gran Premio de Italia tuvo un mal fin de semana, en el que su coche no tuvo velocidad alguna y se rompió la caja de cambios, lo que le obligó a salir desde el pit lane. Además, el problema con la caja de cambios le obligó a retirarse en carrera.
En el Gran Premio de Singapur las cosas parecía que iban algo mejor, pues clasificó 17.º y en carrera llegó al 14.º puesto, pero un problema con los frenos, que afectó a muchos pilotos (en concreto a todos los de Red Bull Technologies) le hizo retirarse a él y su compañero, tras una gran carrera contentiendo a un Adrian Sutil que acabó llevándose a Nick Heidfeld tras trompear.
En el Gran Premio de Japón, partió desde la posición 12.a, pasando por primera vez la Q1, y adelantando algunos puestos gracias a la serie de sanciones que acontecieron al término de la clasificación. Después de hacer una carrera regular y sin errores, llegó a estar 9.º antes de su segundo repostaje. Unas vueltas después, sufrió un fuerte accidente sin consecuencias físicas en la vuelta 43 que provocó la salida del único auto de seguridad de la carrera. En declaraciones a la prensa, dejó entrever que fue un problema en una de sus ruedas traseras. Fue su 4.º abandono consecutivo.
En el Gran Premio de Brasil, partió desde la posición 12.a, pasando por segunda vez a la Q2. En la carrera le perjudicó la estrategia y los diferentes accidentes ocurridos en el transcurso de la misma. Al final de la carrera terminó con vuelta perdida en la 14.a posición. Posteriormente y frente a los medios se mostraba satisfecho de haber podido terminar la carrera. Además, esa 14.ª posición le hace quedar delante de Luca Badoer en la tabla de pilotos.
En Abu Dabi, vuelve a pasar a la Q2 pero es eliminado y sale 14.º. En la carrera pierde posiciones bajando al 18.º puesto y un problema en la caja de cambios le hace abandonar mientras su compañero suma un punto. Al principio Toro Rosso había anunciado que iba a contar con él y Sébastien Buemi para 2010, pero en enero se puso en duda si iba a continuar como piloto titular. A finales de enero, el equipo, finalmente, publicó un comunicado en el cual decía que Jaime pilotaría también en 2010.

#### 2010

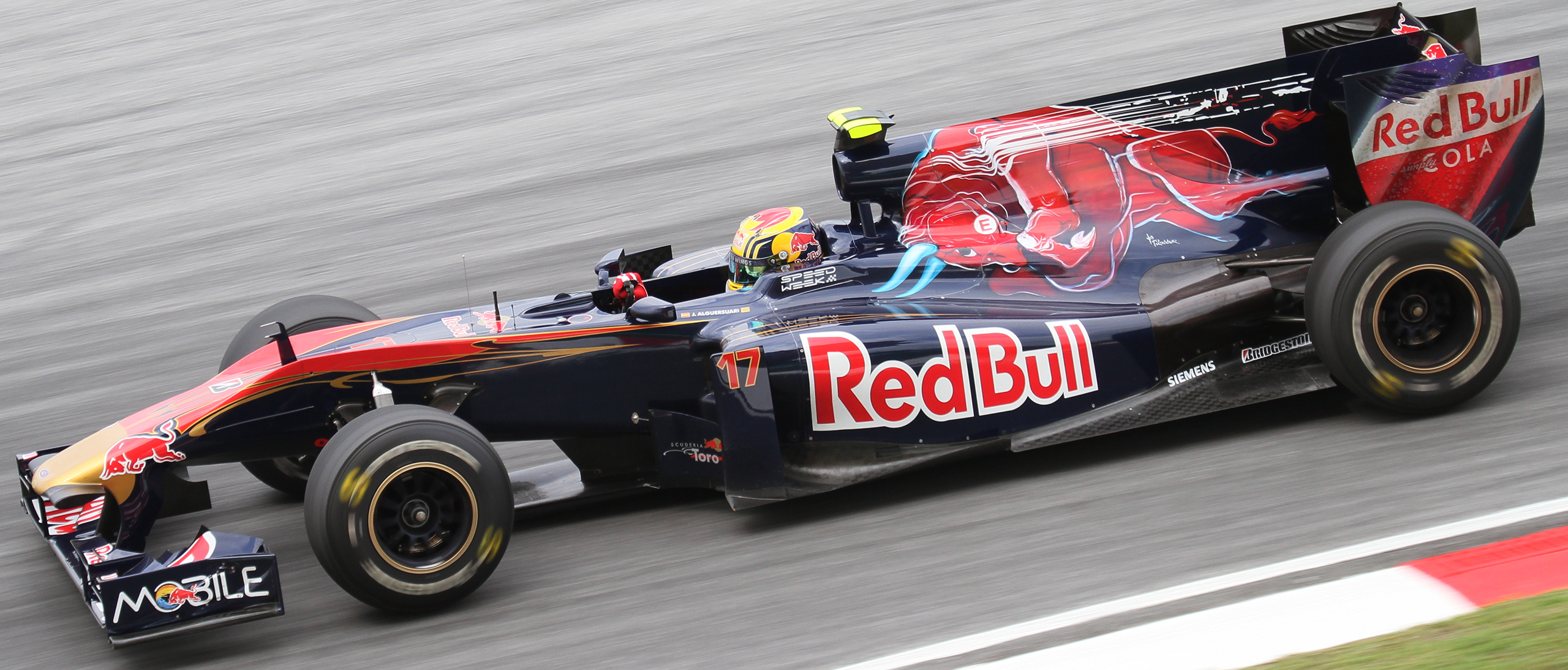
Alguersuari en el Gran Premio de Malasia de 2010, donde consiguió sus primeros puntos.

Jaime esperaba poder puntuar en 2010, mostrándose competitivo y en las 2 primeras carreras estuvo cerca de hacerlo (13° en Baréin y 11° en Australia). En Malasia consigue obtener dos valiosos puntos al acabar 9° en la carrera y realizando grandes adelantamientos, mientras que en China al igual que en Baréin acaba 13.º. En el GP de España, Jaime suma un punto al finalizar 10.º, favorecido por el abandono de Lewis Hamilton. En el GP de Mónaco acaba 11.º, justo por detrás de su compañero. En el GP de Turquía, Alguersuari finaliza 12.º, confirmando su regularidad en contraste con su compañero de equipo Sébastien Buemi. En Canadá acaba 12.º, mientras que su compañero realiza una buena carrera quedando 8.º. En el GP de Europa, Alguersuari iguala su peor resultado de la temporada hasta el momento, un 13.eɽ lugar como el de Baréin; mientras que su compañero vuelve a puntuar. En Silverstone, Jaime realiza una sólida carrera, por delante de Buemi, hasta que un fallo en los frenos provoca su primer abandono del año. En Bélgica regresó a la zona de puntos, pero una sanción le dejó sin el 10.º puesto en el que había acabado, situación que se repetiría en Monza.  En el Gran Premio de Singapur de 2010, Alguersuari logra clasificarse en una meritoria 11.ª posición, pero un fallo en el radiador de su monoplaza le obliga a partir desde el pit lane y le deja sin opciones de puntuar; a pesar de ello, logra llegar en 12.a posición y finalizar por delante de su compañero. En la siguiente carrera, en Suzuka, Jaime también iba a puntuar, pero tuvo que cambiar su alerón delantero tras un toque y acabó 11.º. Tras una recta final del año con varias pruebas rozando la zona de puntos y por delante de su compañero, consigue acabar el Gran Premio de Abu Dhabi en 9.a posición, consiguiendo dos puntos más para cerrar la temporada.

#### 2011

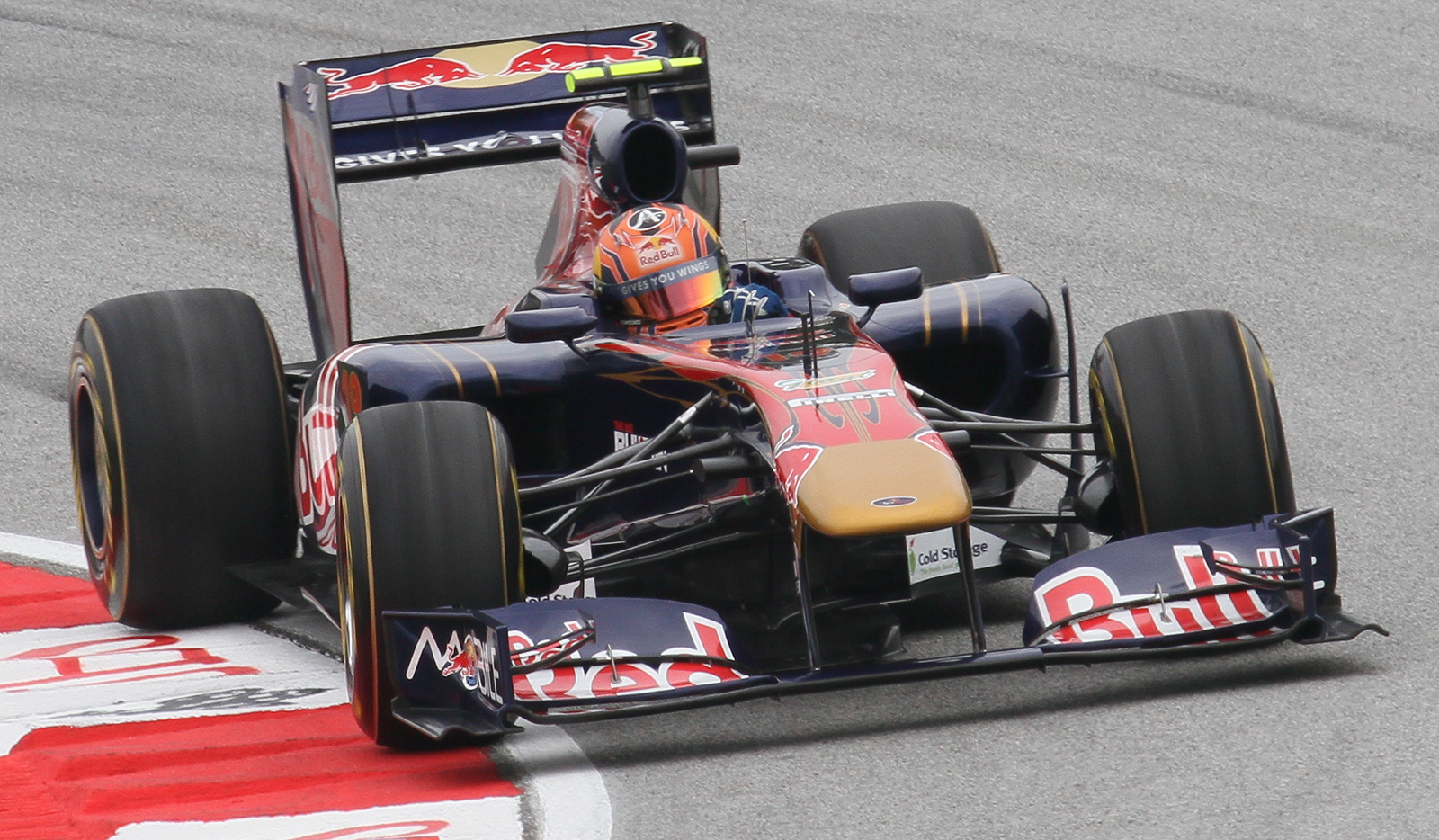
Jaime en el GP de Malasia.

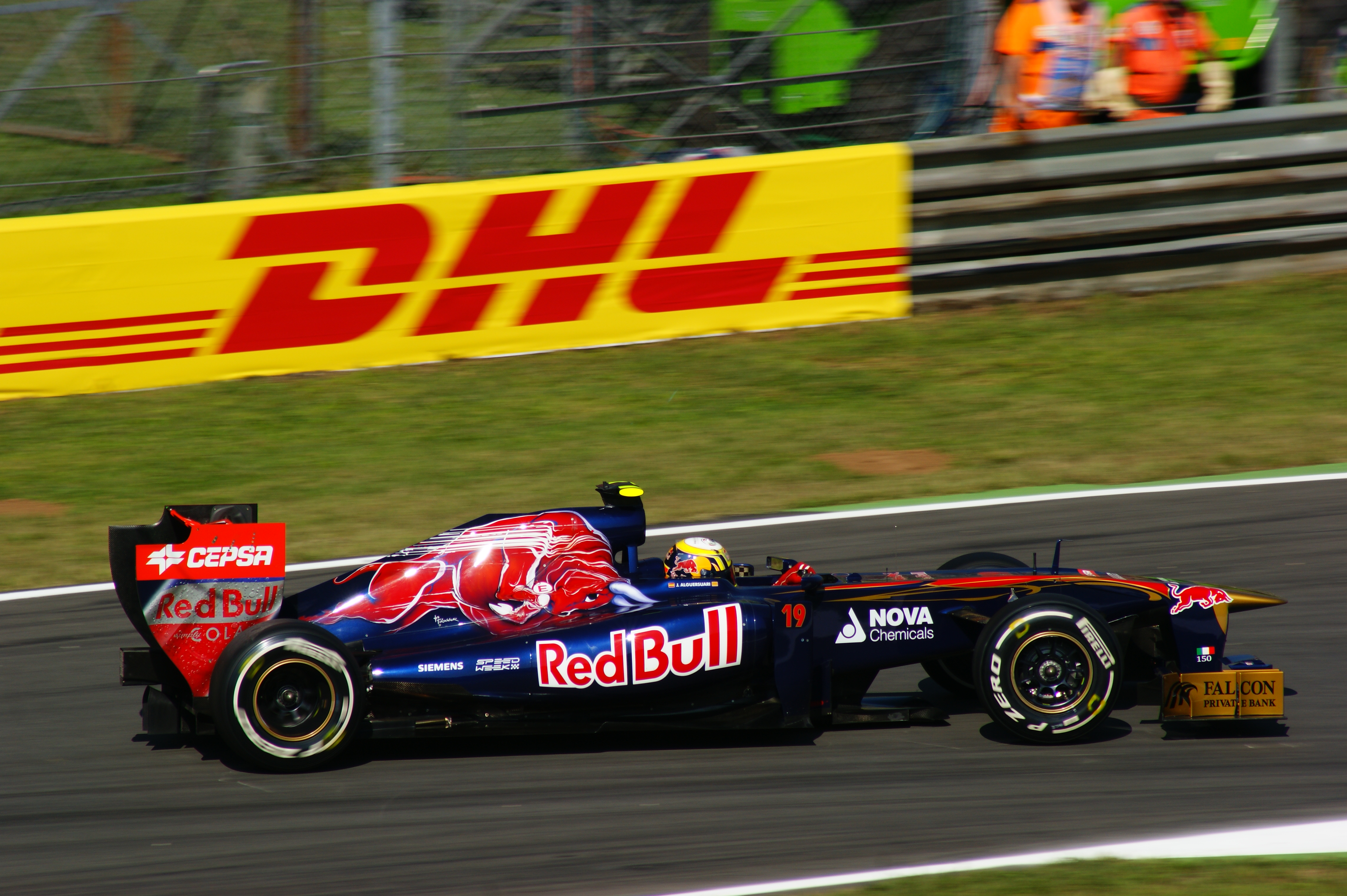
Alguersuari terminó 7º en Monza.

Alguersuari fue tercer año consecutivo piloto de Toro Rosso. Pero, en el inicio de 2011, el rendimiento de Jaime baja con respecto al inicio de la campaña pasada, siendo superado habitualmente por su compañero de equipo, lo que da pie a especulaciones sobre su puesto, como les pasó Scott Speed o Sébastien Bourdais. Pero esta mala racha terminó en el GP de Canadá, donde quedó 8.º bajo la lluvia; y en el GP de Europa, logrando el mismo resultado después de remontar 10 posiciones en una carrera sin accidentes. Estos buenos resultados serían un preludio de su evolución en la segunda parte del campeonato, una vez que comprendió el funcionamiento de los neumáticos Pirelli. En Silverstone vuelve a sumar un punto más al acabar 10.°. Con estas carreras puntuando, Jaime volteó la situación y puso a su compañero en peligro de perder su asiento para el año que viene. En Alemania se queda a las puertas de puntuar (12.º). En el Gran Premio de Hungría, el piloto catalán vuelve a puntuar tras acabar 10.º, por detrás de su compañero Sébastien Buemi el cual partía el 23.º. Jaime pudo lograr más puntos, pero tras una arriesgada maniobra de adelantamiento, acabó tocando a Kamui Kobayashi y perdiendo 3 posiciones que acabó remontando. En el GP de Bélgica, Alguersuari consigue su mejor resultado clasificatorio, un 6.º puesto. En la salida, Bruno Senna frenó demasiado tarde y golpeó al monoplaza del piloto español, por lo que tuvo que abandonar. En el GP de Italia, Jaime no hizo una buena clasificación y tuvo que salir en el puesto 18.º. Pero en carrera Jaime vuelve a superar su mejor resultado acabando la prueba en 7.º lugar, tres puestos por delante de su compañero de equipo al que adelanta en la clasificación general del campeonato. Tras dos no muy buenas carreras en Singapur y Japón, Alguersuari repitió esa excelente actuación en Corea. En el GP de la India Jaime sigue mejorando y logró clasificarse en 10.a posición y, tras una gran carrera, terminó en la 8.ª posición. Con esta racha (7 carreras puntuando de las últimas 11), Alguersuari ayuda a que Toro Rosso iguale a Sauber en la clasificación de constructores. Pero en las 2 últimas carreras, Jaime no volvió a la zona de puntos por problemas en el coche y esto terminaría relegando a Toro Rosso a la octava posición, por detrás de Sauber, ya que Kamui Kobayashi sumó 3 puntos entre las carreras de Abu Dabi y Brasil. El piloto catalán logró 26 puntos, el 63% de los marcados por la escudería italiana aquel año. Negoció con Lotus, pero no aceptó la oferta porque Helmut Marko le comunicó que contaba con él.
No obstante, tanto Jaime Alguersuari como su compañero quedaron fuera de la escudería Toro Rosso, que tendría al australiano Daniel Ricciardo y al francés Jean-Éric Vergne como pilotos oficiales en la temporada 2012. A pesar de eso, Buemi pudo seguir en la estructura de Red Bull como piloto reserva, pese a que había sido superado por Alguersuari en 2011.

### Después de la F1

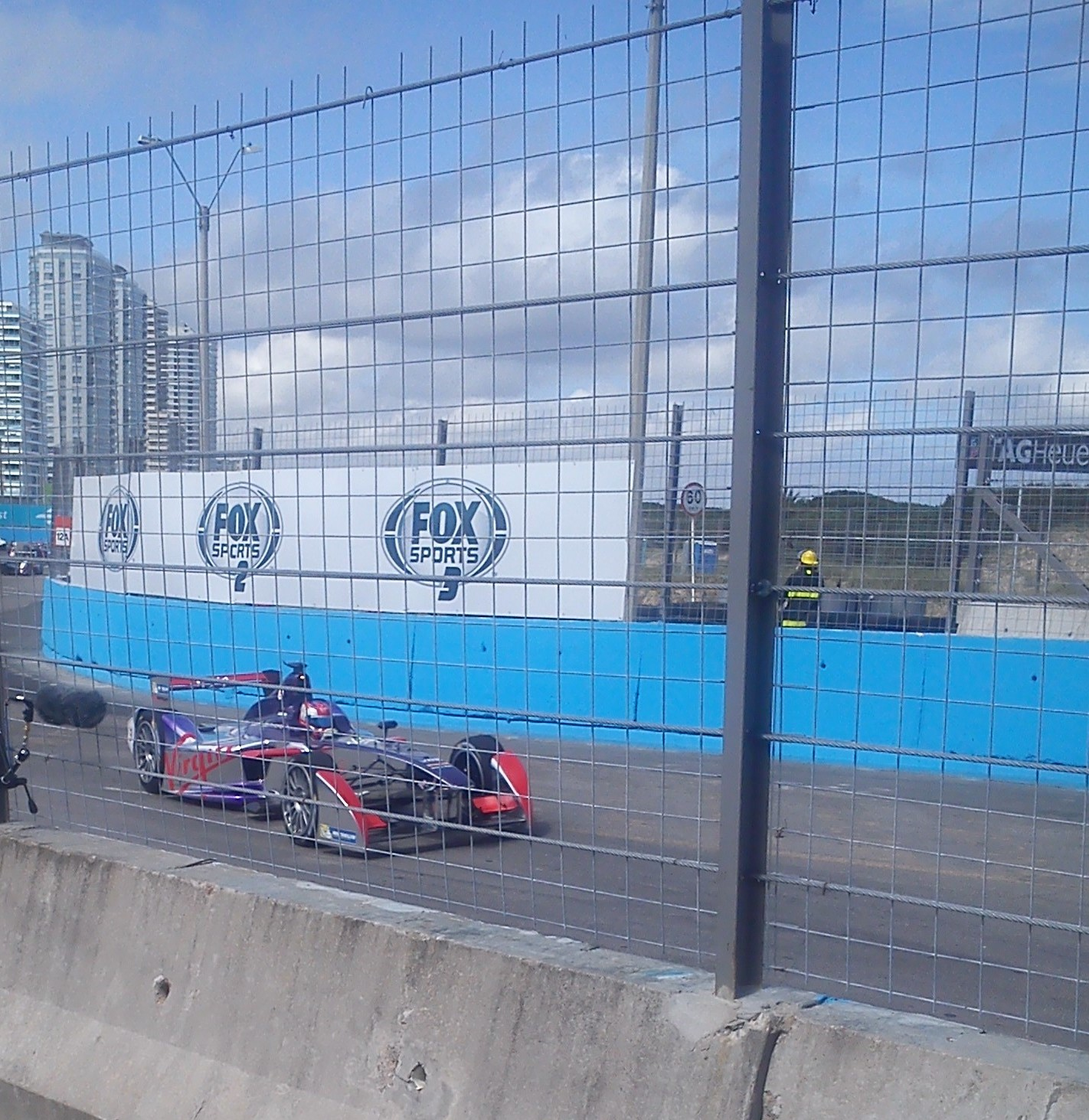
Jaime Alguersuari, en el ePrix de Punta del Este del 2014, fecha válida por la Fórmula E.

Hasta 2013, a pesar de sus intentos por volver a la F1 o pasarse al DTM y, además, fue piloto de pruebas de Pirelli.
Pilotó para la escudería Virgin Racing en nueve carreras de la temporada 2014-15 de Fórmula E, donde sumó 30 puntos en total. En 2015 también compitió en una carrera de Stock Car Brasil, como invitado de Luciano Burti.
El 1 de octubre de 2015 anunció su retirada del mundo de la competición, tras un desvanecimiento y desilusión por las cuatro ruedas.
Su carrera continúa por el mundo de la música (DJ Squire). En mayo de 2016 se anunció que presentará junto a Almudena Cid el reality de aventuras Generación S en TVE.
Actualmente, y desde 2021, compite en algunos campeonatos de Karting, tanto a nivel Español como a nivel internacional con el Equipo CRG en la Categoría KZ

## Resumen de carrera
| Temporada | Categoría                                      | Equipo                | Carreras | Victorias | Poles | VR | Podios | Puntos | Pos. |
| --------- | ---------------------------------------------- | --------------------- | -------- | --------- | ----- | -- | ------ | ------ | ---- |
| 2005      | Fórmula Junior 1600 Italia                     | Tomcat Racing         | 12       | 2         | 2     | ?  | 4      | 160    | 3.º  |
| 2005      | Eurocopa de Fórmula Renault 2.0                | Epsilon Euskadi       | 2        | 0         | 0     | 0  | 0      | 0      | NC†  |
| 2006      | Fórmula Renault 2.0 Italia                     | Cram Competition      | 15       | 0         | 0     | 0  | 1      | 56     | 10.º |
| 2006      | Eurocopa de Fórmula Renault 2.0                | Cram Competition      | 14       | 0         | 0     | 0  | 1      | 24     | 12.º |
| 2006      | Fórmula Renault 2.0 Italia - Serie de invierno | Cram Competition      | 4        | 4         | 4     | 3  | 4      | 142    | 1.º  |
| 2007      | Fórmula Renault 2.0 Italia                     | Epsilon Red Bull Team | 14       | 3         | 3     | 2  | 7      | 266    | 2.º  |
| 2007      | Eurocopa de Fórmula Renault 2.0                | Epsilon Red Bull Team | 14       | 0         | 0     | 0  | 2      | 67     | 5.º  |
| 2008      | Fórmula 3 Británica                            | Carlin Motorsport     | 22       | 5         | 6     | 5  | 12     | 251    | 1.º  |
| 2008      | Masters de Fórmula 3                           | Carlin Motorsport     | 1        | 0         | 0     | 0  | 0      | N/A    | 8.º  |
| 2008      | Gran Premio de Macao                           | Carlin Motorsport     | 1        | 0         | 0     | 0  | 0      | N/A    | 10.º |
| 2008      | Campeonato de España de F3                     | GTA Motor Competición | 8        | 3         | 2     | 1  | 4      | 60     | 7.º  |
| 2009      | Fórmula Renault 3.5 Series                     | Carlin Motorsport     | 17       | 1         | 1     | 1  | 3      | 88     | 6.º  |
| 2009      | Fórmula 1                                      | Scuderia Toro Rosso   | 8        | 0         | 0     | 0  | 0      | 0      | 24.º |
| 2010      | Fórmula 1                                      | Scuderia Toro Rosso   | 19       | 0         | 0     | 0  | 0      | 5      | 19.º |
| 2011      | Fórmula 1                                      | Scuderia Toro Rosso   | 19       | 0         | 0     | 0  | 0      | 26     | 14.º |
| 2014      | ADAC GT Masters                                | Rowe Racing           | 12       | 0         | 0     | 0  | 0      | 24     | 29.º |
| 2014-15   | Fórmula E                                      | Virgin Racing         | 9        | 0         | 0     | 1  | 0      | 30     | 13.º |
| 2015      | Stock Car Brasil                               | RZ Motorsport         | 1        | 0         | 0     | 0  | 0      | 0      | NC†  |
| Fuente:   |                                                |                       |          |           |       |    |        |        |      |

- † Como Alguersuari fue un piloto invitado, no era apto para puntuar.

## Resultados

### Gran Premio de Macao
| Año  | Escudería | Q | QR | Pos. |
| ---- | --------- | - | -- | ---- |
| 2008 | Carlin    | 9 | 6  | 10   |

### World Series by Renault
(Clave)  (negrita indica pole position) (cursiva indica vuelta rápida)
| Año  | Escudería         | 1       | 1         | 2        | 2       | 3     | 4       | 4        | 5       | 5       | 6       | 6       | 7       | 7       | 8       | 8       | 9       | 9        | Pos. | Puntos |
| ---- | ----------------- | ------- | --------- | -------- | ------- | ----- | ------- | -------- | ------- | ------- | ------- | ------- | ------- | ------- | ------- | ------- | ------- | -------- | ---- | ------ |
| 2009 | Carlin Motorsport | CAT 1 5 | CAT 2 16≠ | SPA 1 10 | SPA 2 6 | MON 6 | HUN 1 5 | HUN 2 16 | SIL 1 6 | SIL 2 9 | BUG 1 4 | BUG 2 3 | ALG 1 3 | ALG 2 1 | NÜR 1 5 | NÜR 2 6 | ARA 1 8 | ARA 2 12 | 6.º  | 88     |

- ≠ Abandonó, pero se clasificó.

### Fórmula 1
(Clave) (negrita indica pole position) (cursiva indica vuelta rápida)

| Año     | Escudería           | 1      | 2      | 3       | 4      | 5      | 6       | 7      | 8      | 9      | 10      | 11     | 12      | 13      | 14      | 15      | 16     | 17      | 18     | 19     | Pos. | Puntos |
| ------- | ------------------- | ------ | ------ | ------- | ------ | ------ | ------- | ------ | ------ | ------ | ------- | ------ | ------- | ------- | ------- | ------- | ------ | ------- | ------ | ------ | ---- | ------ |
| 2009    | Scuderia Toro Rosso | AUS    | MYS    | CHN     | BHR    | ESP    | MON     | TUR    | GBR    | GER    | HUN 15  | EUR 16 | BEL Ret | ITA Ret | SIN Ret | JPN Ret | BRA 14 | ABU Ret |        |        | 24.º | 0      |
| 2010    | Scuderia Toro Rosso | BHR 13 | AUS 11 | MYS 9   | CHN 13 | ESP 10 | MON 11  | TUR 12 | CAN 12 | EUR 13 | GBR Ret | GER 15 | HUN Ret | BEL 13  | ITA 15  | SIN 12  | JPN 11 | RCO 11  | BRA 11 | ABU 9  | 19.º | 5      |
| 2011    | Scuderia Toro Rosso | AUS 11 | MYS 14 | CHN Ret | TUR 16 | ESP 16 | MON Ret | CAN 8  | EUR 8  | GBR 10 | GER 12  | HUN 10 | BEL Ret | ITA 7   | SIN 21† | JPN 15  | RCO 7  | IND 8   | ABU 15 | BRA 11 | 14.º | 26     |
| Fuente: |                     |        |        |         |        |        |         |        |        |        |         |        |         |         |         |         |        |         |        |        |      |        |

### Fórmula E
(Clave) (negrita indica pole position) (cursiva indica vuelta rápida)

| Año     | Equipo        | 1      | 2     | 3     | 4     | 5      | 6     | 7       | 8      | 9      | 10  | 11  | Pos. | Puntos |
| ------- | ------------- | ------ | ----- | ----- | ----- | ------ | ----- | ------- | ------ | ------ | --- | --- | ---- | ------ |
| 2014-15 | Virgin Racing | PEK 11 | PUT 9 | PDE 5 | BNA 4 | MIA 11 | LBH 8 | MON Ret | BER 12 | MOS 13 | LON | LON | 13.º | 30     |

## Balance con compañeros de equipo en Fórmula 1
| Año     | Compañero       | Clasificación | Carrera | Puntos |
| ------- | --------------- | ------------- | ------- | ------ |
| 2009    | Sébastien Buemi | 1-7           | 1-1     | 0-3    |
| 2010    | Sébastien Buemi | 8-11          | 6-6     | 5-8    |
| 2011    | Sébastien Buemi | 7-12          | 6-6     | 26-15  |
| Fuente: |                 |               |         |        |

## Reconocimientos deportivos
Recibe la Real Orden del Mérito Deportivo en 2015.

## Discografía
Fuera de la pista, Jaime Alguersuari se dedica al mundo de la música electrónica y es conocido como DJ Squire (traducción al inglés de su segundo apellido). Ha sacado un disco llamado «Organic Life».